# Electronic Product Code

RFID метка EPC

Electronic Product Code (EPC, рус. Электро́нный код проду́кта) — торговая марка организации EPCglobal для набора совместимых технологий по бесконтактной маркировке товаров, в основном для целей логистики розничной торговли.
Технология предусматривает присвоение каждому товару уникального идентификатора по «принципу номерного знака». Физический уровень обмена данными основан на ISO/IEC 18000-6.
Нынешний формат данных EPC Type I содержит следующие поля:
|         | Заголовок | Номер владельца EPC-кода | Класс объекта | Серийный номер |
| Размер: | 8 бит     | 28 бит                   | 24 бита       | 36 бит         |
| Пример: | 0x07      | 0x00012B4                | 0x00014F      | 0x123456789    |

В настоящее время наиболее часто используются 64- и 96-битные форматы EPC-кода, существуют также 128-битовые стандарты, находится на этапе определения спецификации и испытания стандартов 256-битовый стандарт. С помощью 96-битного формата можно сгенерировать 79 228 162 514 264 337 593 543 950 336 уникальных номеров, обеспечиваются уникальные идентификаторы для 268 млн. компаний.
Схема способна адаптироваться к следующим унаследованным кодам и стандартам:
- GTIN (Global Trade Identity Number)
- GRAI (Global Returnable Asset Identifier)
- UID (Unique Identification)
- GLN (Global Location Number)
- GIAI (Global Individual Asset Identifier)
- SSCC (Serial Shipping Conteiner Code)